# Thorne St Margaret
Thorne St Margaret är en by i civil parish Wellington Without, i enhetskommunen Somerset, i grevskapet Somerset, i England. Byn är belägen 12 km från Taunton. Thorne St Margaret var en civil parish fram till 1986. Civil parish hade 82 invånare år 1961. Byn nämndes i Domedagsboken (Domesday Book) år 1086, och kallades då Torne/Torna/Tornet.